# Isabel de Brandeburgo-Küstrin
Isabel de Brandeburgo-Küstrin (Küstrin, 29 de agosto de 1540-Varsovia, 8 de marzo de 1578) fue una princesa de Brandeburgo-Küstrin por nacimiento, y margravina de Brandeburgo-Ansbach y Brandeburgo-Kulmbach por matrimonio.

## Biografía
Isabel era la hija mayor de las dos hijas del margrave Juan de Brandeburgo-Küstrin (1513-1571) de su matrimonio con Catalina de Brunswick-Wolfenbüttel (1518-1574), hija del duque Enrique V de Brunswick-Luneburgo.
El 26 de diciembre de 1558, Isabel contrajo matrimonio con el margrave Jorge Federico I de Brandeburgo-Ansbach-Kulmbach (1539-1603), en Küstrin. Desde 1577, actuó como gobernadora en el Ducado de Prusia en nombre del duque Alberto Federico de Prusia.
Isabel murió durante su estancia en la corte de Varsovia, donde su marido iba a recibir el título ducal por parte del rey polaco Esteban Báthory. Isabel fue enterrada en la Catedral de Königsberg. Su marido ordenó al escultor holandés Willem van Bloche que creara un monumento para su sepultura. Fue completado en 1582 y fue erigido como "monumento del gobernador" en la catedral.